# François III d'Orléans-Longueville
Pour les articles homonymes, voir François d'Orléans-Longueville.
François III d’Orléans-Longueville, duc de Longueville (30 octobre 1535 — 22 septembre 1551), est comte de Montgomery, comte de Tancarville, vicomte d’Abbeville, comte de Neufchâtel, pair de France.

## Biographie
Il est le fils de Louis II d'Orléans-Longueville et de Marie de Guise. Son père meurt en 1536 et sa mère Marie se remarie avec le roi Jacques V d'Écosse, avec qui elle aura Marie Stuart, future reine d’Écosse et de France.
Il devint comte de Neuchâtel à 8 ans au décès de sa grand-mère, Jeanne de Hochberg. Sa tutelle est assurée par son grand-père maternel, le duc Claude de Guise, et par son oncle le cardinal de Lorraine, Charles de Guise.
Il meurt à 15 ans, sans descendance.